# Агнешка Чопек
Агнешка Ева Чопек-Садовска (пол. Agnieszka Ewa Czopek-Sadowska, 9 січня 1964) — польська плавчиня, олімпійська медалістка.

## Виступи на Олімпіадах
| Олімпіада   | Дисципліна                      | Місце     |
| ----------- | ------------------------------- | --------- |
| Москва 1980 | плавання на 200 метрів на спині | 6 h3 r1/2 |
| Москва 1980 | 400 метрів, комплексне плавання | 3         |